# Stipiturus ruficeps
El maluro coronirrufo (Stipiturus ruficeps) es una especie de ave paseriforme de la familia Maluridae endémica de Australia.

## Descripción
El maluro coronirrufo es un pájaro pequeño con una cola más larga que su propio cuerpo. Es la especie más pequeña y más colorida de las tres de su género.
El macho adulto tiene las partes superiores rojizas con un vetado difuso, con el píleo de un rojizo más oscuro y la alas pardo grisáceas. Su rostro, pecho y parte frontal del cuello son de color azul celeste. El lorum y las cobertoras auriculares están además salpicados con pequeñas motas negras. Su cola casi dobla la longitud que su cuerpo, y está compuesta por seis plumas filamentosas, siendo las dos centrales más largas que las laterales. Sus partes inferiores son anteadas. Su pico, patas y ojos son pardos. Las hembras se parecen a los machos pero carecen de la mayoría del plumaje azul de rostro y pecho y del intenso rojizo del píleo. Su garganta es amarillenta y tiene algún vetado azul en las cobertoras auriculares. Su pico es marrón claro.

## Taxonomía
El maluro coronirrufo es una de las tres especies del género Stipiturus, que se encuentran en el sur y centro de Australia. Fue descrito cientifícamente en 1899 por Archibald James Campbell, más de un siglo después que su congénere el maluro meridional. El nombre de la especie deriva de la combinación de los términos latinos rufus (rojo) y la griega ceps (cabeza). Actualmente no se reconocen subespecies diferenciadas, aunque las ejemplares de Australia Occidental tienen el plumaje más rojizo, y las hembras tienen más azul en el rostro y lorum. En el pasado se consideró subespecie tanto del maluro meridional como del maluro del mallee, y se le han reconocido desde una a tres subespecies.

## Distribución y hábitat
El maluro coronirrufo se extiende por el interior árido del centro de Australia, desde el desierto de Simpson en el sureste y la meseta Barkly en el noreste, hasta la costa Australia Occidental y Pilbara por el noroeste. Hay una población aislada en el suroeste de Queensland lindando con Dajarra, Winton, Fermoy y Boulia. Su hábitat natural son los matorrales de Spinifex.